# 郭燮贤
郭燮贤（1925年2月9日—1998年6月4日），男，浙江杭州人，中国物理化学家。曾任中国科学院大连化学物理研究所研究员、副所长。

## 生平
1942年考入中央大学电机系，同年转入重庆兵工大学应用化学系，1946年毕业。1980年当选为中国科学院学部委员（院士）。